# 朱万金
朱万金（1964年10月—），中华人民共和国外交官，曾任中华人民共和国驻慕尼黑总领事。

## 生平
1989年，任国家计划委员会外事司干部。1992年，任驻德国大使馆三等秘书，后升任二等秘书。1996年，任国家计划委员会外事司副处长，后升任处长、副司长。2003年，任国家发展和改革委员会外事司副司长。2004年，任驻德国大使馆经济参赞。2008年，回任发改委外事司副司长。2011年，任驻纽约总领事馆副总领事。2013年7月，出任中华人民共和国驻慕尼黑总领事。2016年2月，自驻慕尼黑总领事离任。

## 家庭
已婚，有一女。